# NHK 돗토리 방송국

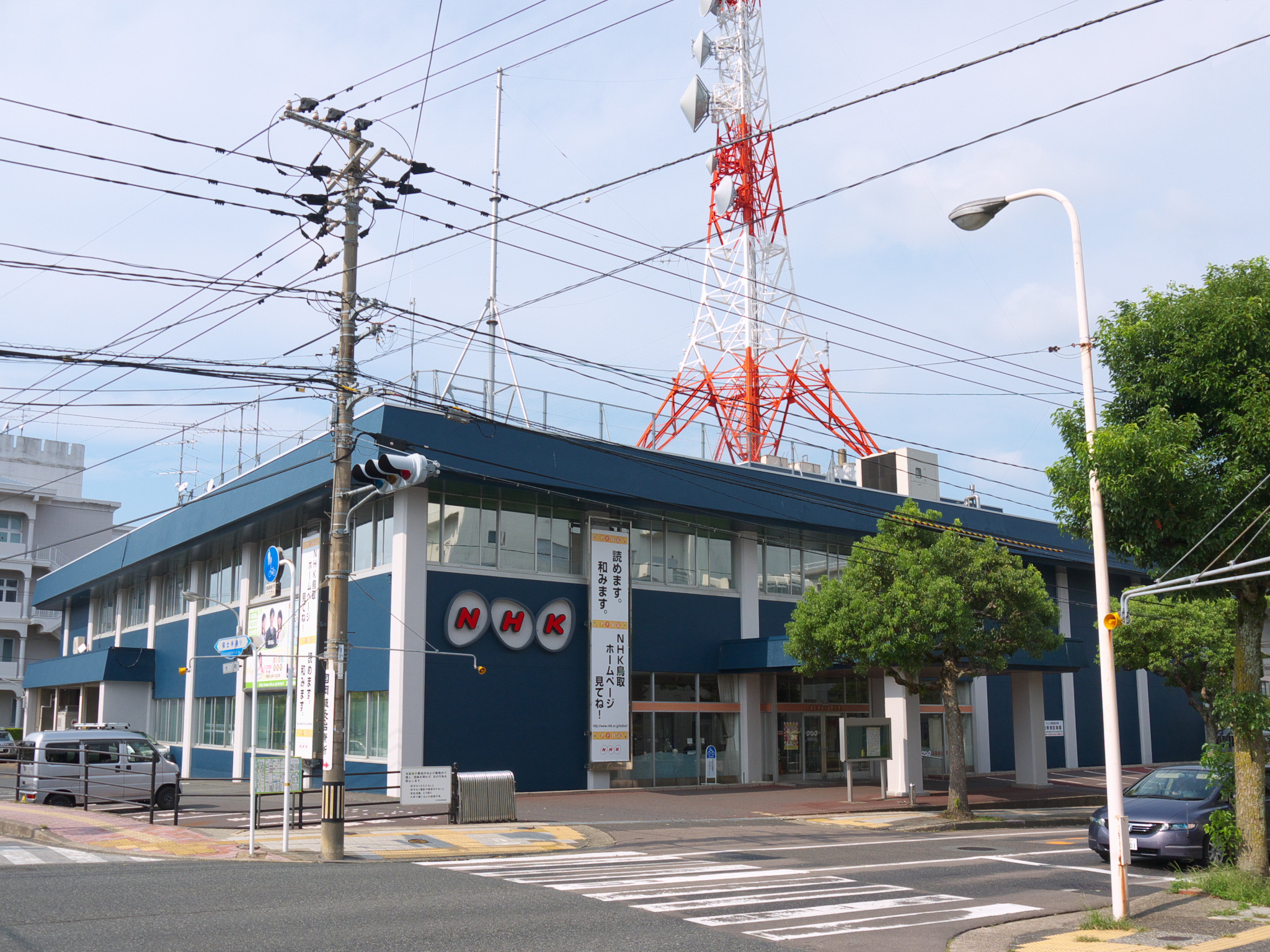
NHK 돗토리 방송국

NHK 돗토리 방송국(鳥取 放送局)은 돗토리현을 방송구역으로 하는 NHK의 지역방송국이며 중파·FM라디오·텔레비전 방송을 담당하고 있다.

## 연혁
- 1936년 12월 14일 - 중파 라디오 방송(지금의 라디오 제 1방송) 개시.출력 500W.
- 1950년 4월 - 라디오 제 2방송 개시.출력 500W.
- 1959년 3월 3일 - 표준 텔레비전 방송(지금의 종합 텔레비전) 개시.
- 1998년 11월 26일 - 시마네현 마쿠라기산에 돗토리 현 요나고 시 시내의 소규모 중계국을 모아 옛 요나고 중계국을 이전하는 형태로 종합 텔레비전 요나고 중계국이 개국하였으며 이 중계국은 혼슈지역 최초의 방송구역외 중계국이다.
- 2006년 10월 1일 - 지상파 디지털 텔레비전 방송개시.
- 2011년 7월 24일 - 지상파 아날로그 텔레비전 방송 종료

### 요나고 중계국
- 종합 텔레비전 요나고 중계국은 돗토리·시마네지역 민영 텔레비전 방송국이 광역방송을 실시 하고 있어 시마네현 마츠에시내(마쿠라기산)로부터 방송구역외 송신을 받기 위해 세운 중계국으로 이 중계국은 혼슈 최초의 방송구역외 중계국이다[1]
- 그 전까지는 돗토리현 사카이미나토시나 요나고시에 종합 텔레비전 중계국을 설치 했었으나 안테나 방향에 따라 양호하게 수신할 수 있는 세대가 적어 이러한 조치를 취하게 되었으며 그 덕분에 예전에는 난시청 문제로 2개씩 설치해야 했던 UHF 안테나를 1개만 설치해도 양호하게 텔레비전을 시청할 수 있게 되었다.
- 시마네현에 있는 NHK 마쓰에 방송국 종합 텔레비전 방송국도 이곳에서 송출되기 때문에 시마네에서도 2개의 종합 텔레비전 방송국을 수신할 수 있으며 반대로 돗토리현의 일부 케이블 텔레비전 방송국의 경우 돗토리 방송국과 마츠에 방송국의 종합 텔레비전 방송국을 동시에 방송하도 한다.[2].
  - 덧붙여 NHK 방송의 방송구역외 송신은 아날로그 방송의 경우 후쿠오카현 나카가와 정에 있는 NHK 사가 방송국 도쓰 중계국을 세웠으며(NHK 후쿠오카 방송국 구루메 중계국과 공동으로 세웠으며 1971년부터 운용 개시), 디지털 방송의 경우 야마구치현 이와쿠니시를 방송구역으로 NHK 히로시마 방송국이 NHK 야마구치 방송국과 야마구치 현의 민영 텔레비전 방송국과 히로시마현 에타지마시에, NHK 다카마쓰 방송국이 가가와 현 북부의 원활한 방송수신을 위해 오카아먀 현 다마노시에, NHK 하코다테 방송국이 방송구역인 오시마 북부지역의 원활한 방송수신을 위해 무로란시 소쿠료 산에 종합 텔레비전 중계국을 세운 예가 있다.

## 채널·주파수
- 종합 텔레비전 돗토리본국 29ch(JOLG-DTV)
- 교육 텔레비전 돗토리본국 20ch(JOLC-DTV)
- 라디오 제1방송 돗토리본국 1368kHz JOLG
- 라디오 제2방송 돗토리본국 1125kHz JOLC
- NHK-FM방송 돗토리본국 85.8MHz JOLG-FM

## 돗토리현·시마네현에 있는 다른 텔레비전·라디오 방송국
- NHK 마쓰에 방송국
- 니혼카이 TV(NKT)(니혼 TV 계열)
- 산인 방송(BSS)(TV는 도쿄 방송 계열, 라디오는 JRN・NRN 계열)
- 산인 중앙 TV 방송(TSK)(후지 TV 계열)
- FM산인(JFN계열)